# Polytrichadelphus longisetus
Polytrichadelphus longisetus är en bladmossart som beskrevs av Mitten 1869. Polytrichadelphus longisetus ingår i släktet Polytrichadelphus och familjen Polytrichaceae. Inga underarter finns listade i Catalogue of Life.